# Parque de la Bombilla (Ciudad de México)
El Parque de la Bombilla o también conocido como Monumento a Álvaro Obregón, es un área de esparcimiento y monumento histórico ubicado al sur de la Ciudad de México en la colonia Chimalistac, perteneciente al barrio de San Ángel de la alcaldía Álvaro Obregón. En su interior se encuentra el monumento a Álvaro Obregón, militar y expresidente de México de 1920 a 1924, construcción donde toma su nombre. Se inauguró el 17 de julio de 1935.
El parque se erigió donde originariamente se encontraba el restaurante denominado "La Bombilla", en las antiguas huertas de Chimalistac donde ocurrió el asesinato de Álvaro Obregón, presidente de México de 1920 a 1924 y presidente electo para el período de 1928 a 1934 (la constitución había sido modificada para extender el período a seis años). El magnicidio ocurrió el 17 de julio de 1928 y fue perpetrado por José de León Toral.
Actualmente el parque es un punto de referencia del sur de la capital mexicana, siendo una zona recreativa y de esparcimiento que marca el inicio de los límites del barrio exclusivo de San Ángel y sus alrededores.

## Características
El elemento principal del Parque de la Bombilla es el Monumento a Álvaro Obregón, el cual es el punto de partida al visitar el parque si hacemos el recorrido de norte a sur. La ubicación y dimensiones del monumento permiten su clara visibilidad y denotan su importancia como testimonio de un hecho memorable para los mexicanos, permitiendo perpetuar y consagrar la memoria del General Álvaro Obregón.
La estructura ocupa una gran plaza que en la actualidad representa un espacio de esparcimiento, un punto de encuentro o simplemente un lugar de paso. Sin embargo, resulta importante conocer más acerca de su historia para comprender su emplazamiento, sus dimensiones monumentales y su testimonio en una determinada época de la historia de México.
En el año 2015 se realizaron rehabilitaciones al parque que lo rodea, reparando por completo la fuente principal; además se agregaron:
- 7 fuentes en rotondas aledañas
- 24 árboles
- 46 bancas
- 143 luminarias
- Se intervino 26,198 metros cuadrados de áreas verdes
- 37% de espacio adicional para peatones, consistente en:
- 16 nuevos cruces seguros
- 6958 metros cuadrados de andadores peatonales.

## El magnicidio de Álvaro Obregón
Álvaro Obregón, fue presidente de México del 1 de diciembre de 1920 al 30 de noviembre de 1924, presidente electo al periodo 1928-1934 y que durante la Revolución Mexicana, organizó una fuerza formada por unos 300 indios yaquis en apoyo del presidente revolucionario Francisco I. Madero.
Al morir Madero, su lealtad se dirige hacia Venustiano Carranza, ayudando al nuevo presidente a someter a las fuerzas rebeldes de Francisco (Pancho) Villa y Emiliano Zapata. En una batalla cerca de León contra Villa, Obregón perdió su brazo derecho. Al ser nombrado presidente Carranza en 1915, Obregón se convierte en secretario de guerra, posteriormente se enfrentaría políticamente con éste, participando en el Plan de Agua Prieta, que como consecuencia tuvo el asesinato de Carranza.
Después de la muerte de Carranza, Obregón arribó al poder en diciembre de 1920 al verificarse las elecciones de Poderes Federales. Al llegar a la silla presidencial, sometió a todos los grupos rebeldes e inició una serie de reformas laborales, agrarias y educativas; en colaboración con grupos obreros y campesinos, además de intelectuales y políticos.
En 1923 Estados Unidos reconoció el gobierno de Obregón por medio de los tratados de Bucareli. En el siguiente periodo presidencial (1924-1928) no realizó actividad política, debido a que la Constitución no le permitía postularse nuevamente, sin embargo, fue elegido presidente nuevamente en 1928.
El 17 de julio de 1928, asistió a una comida convocada por diputados del estado de Guanajuato en el restaurante La Bombilla ubicado en el barrio de San Ángel. José de León Toral acudió al lugar tras varios días de espiar a Obregón y haciéndose pasar por un dibujante realizó retratos a varios diputados, finalmente llegando a Obregón; aprovechado el momento en que los comensales se encontraban descuidados, Toral sacó una pistola disparando seis veces contra Obregón, quien cayó muerto al instante. El asesino fue rápidamente detenido y algunos policías intentaron matarlo, pero el diputado Ricardo Topete lo salvó arguyendo su importancia para esclarecer el crimen.

## Monumento a Álvaro Obregón
La construcción del parque empezó en junio de 1934, durante la presidencia del general Abelardo L. Rodríguez y se inauguró el 17 de julio de 1935, siendo presidente de la República el general Lázaro Cárdenas y regente del Distrito Federal Aaron Sáenz. En total se destinaron 150,000 pesos para la adecuación del recinto.
El monumento al interior del jardín se encuentra ubicado en el mismo sitio donde el estadista militar fue asesinado por José de León Toral. El proyecto es obra del arquitecto Enrique Aragón Echegarayquien además también realizó en 1952 la restauración del Antiguo Palacio Municipal de San Ángel actualmente Centro Cultural San Ángel.
En el centro del parque se encuentra el monumento a Obregón, importante ejemplo de la arquitectura Art Decó en México. La edificación descansa encima de una gran estructura piramidal sobre un zócalo circular. La construcción destaca entre la vegetación por su enorme tamaño y por su posición central. Frente a ella hay un gran espejo de agua. La entrada al monumento es por el lado Oeste.
El diseño en su conjunto es obra del arquitecto Enrique Aragón Echegaray, mientras las estatuas de cantera y granito que adornan el exterior del monumento, así como los bronces que se encuentran al interior del recinto, son obra del escultor Ignacio Asúnsolo importante representante de la escultura nacionalista mexicana. Ambos hombres trabajaron juntos como parte de un concurso que se llevó a cabo para conmemorar el lugar donde el general Álvaro Obregón fue asesinado.

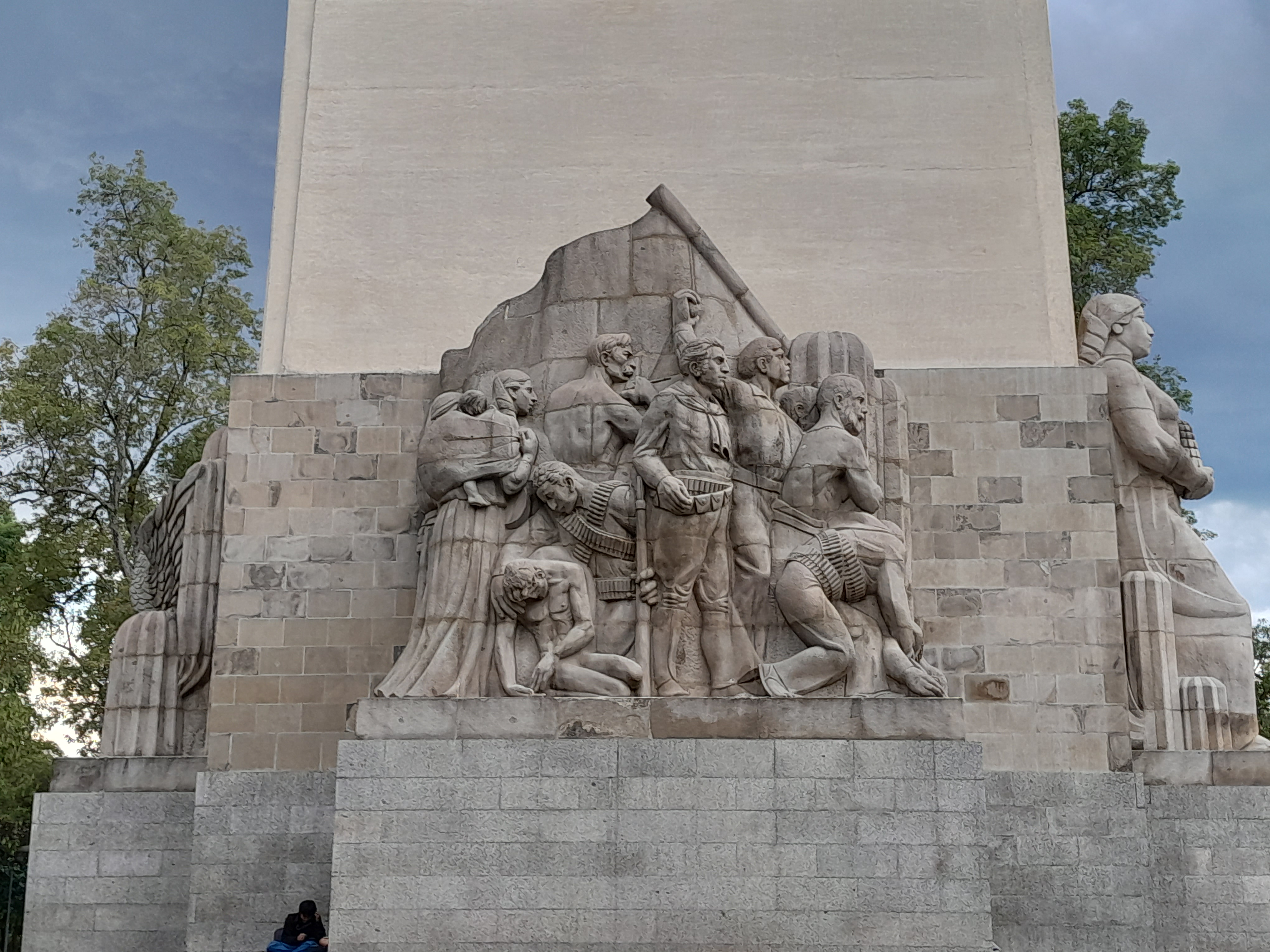
La Alegoría del Sacrificio

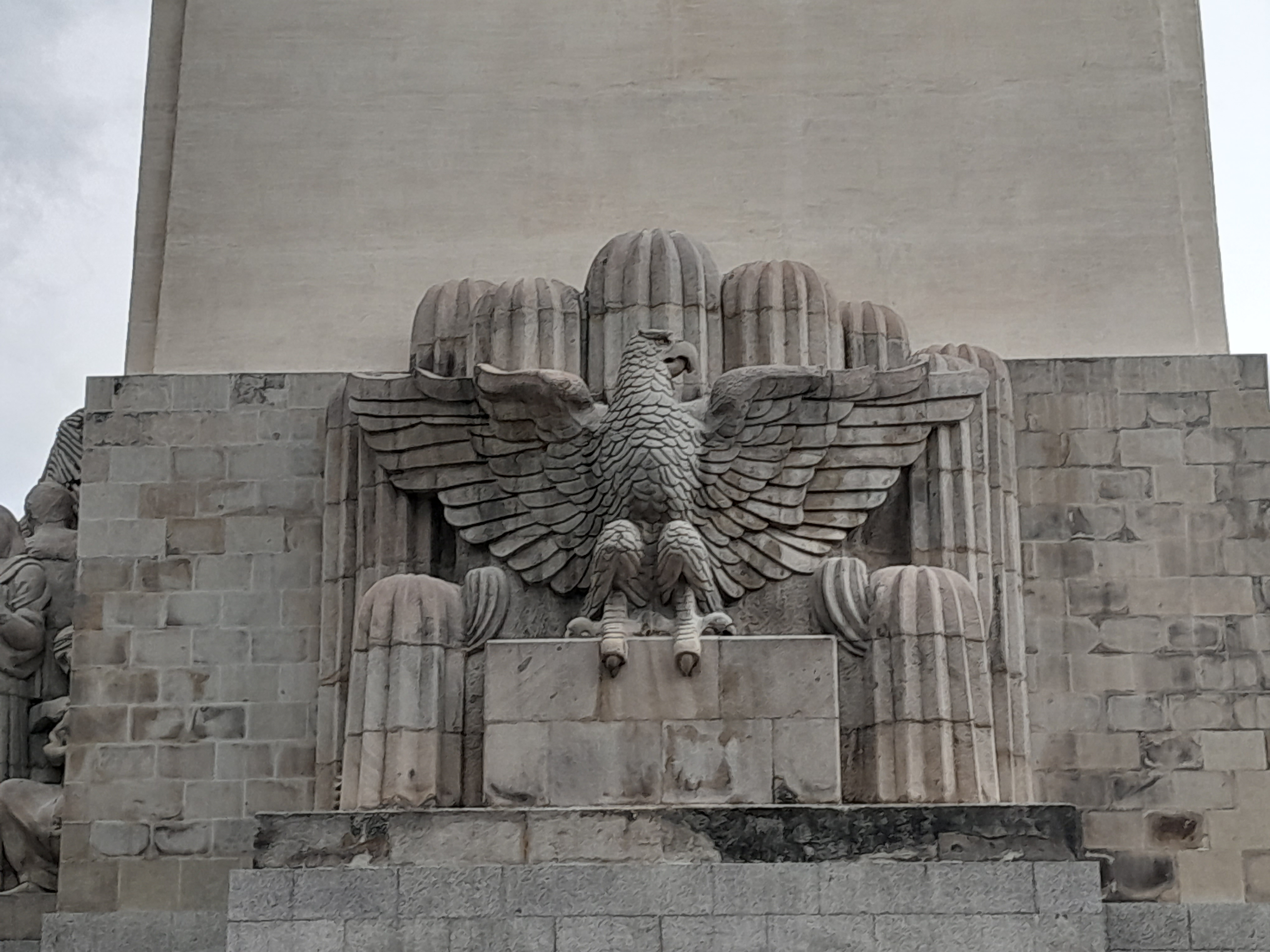
La Alegoría de la Región Norte

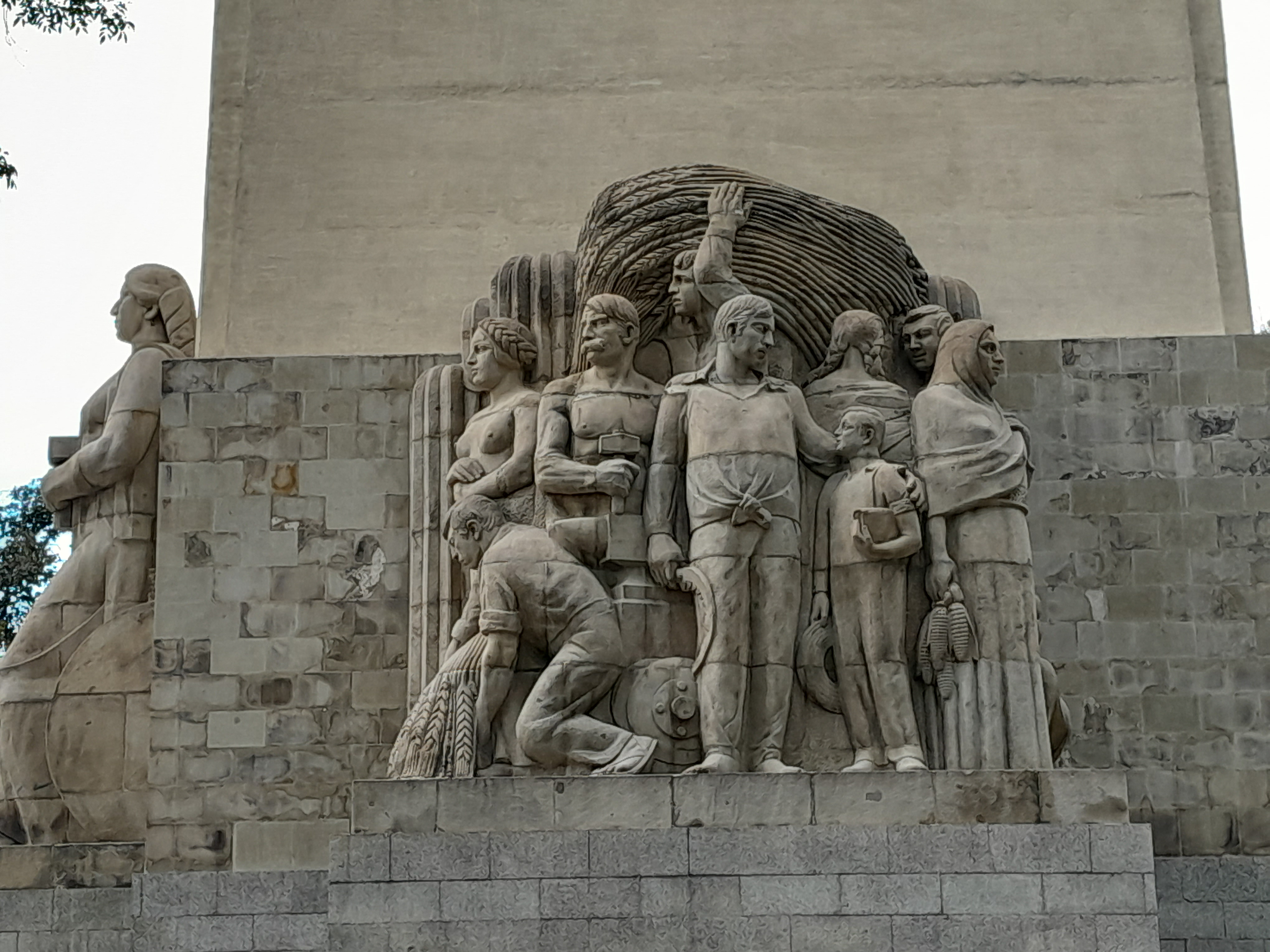
La Alegoría del Triunfo

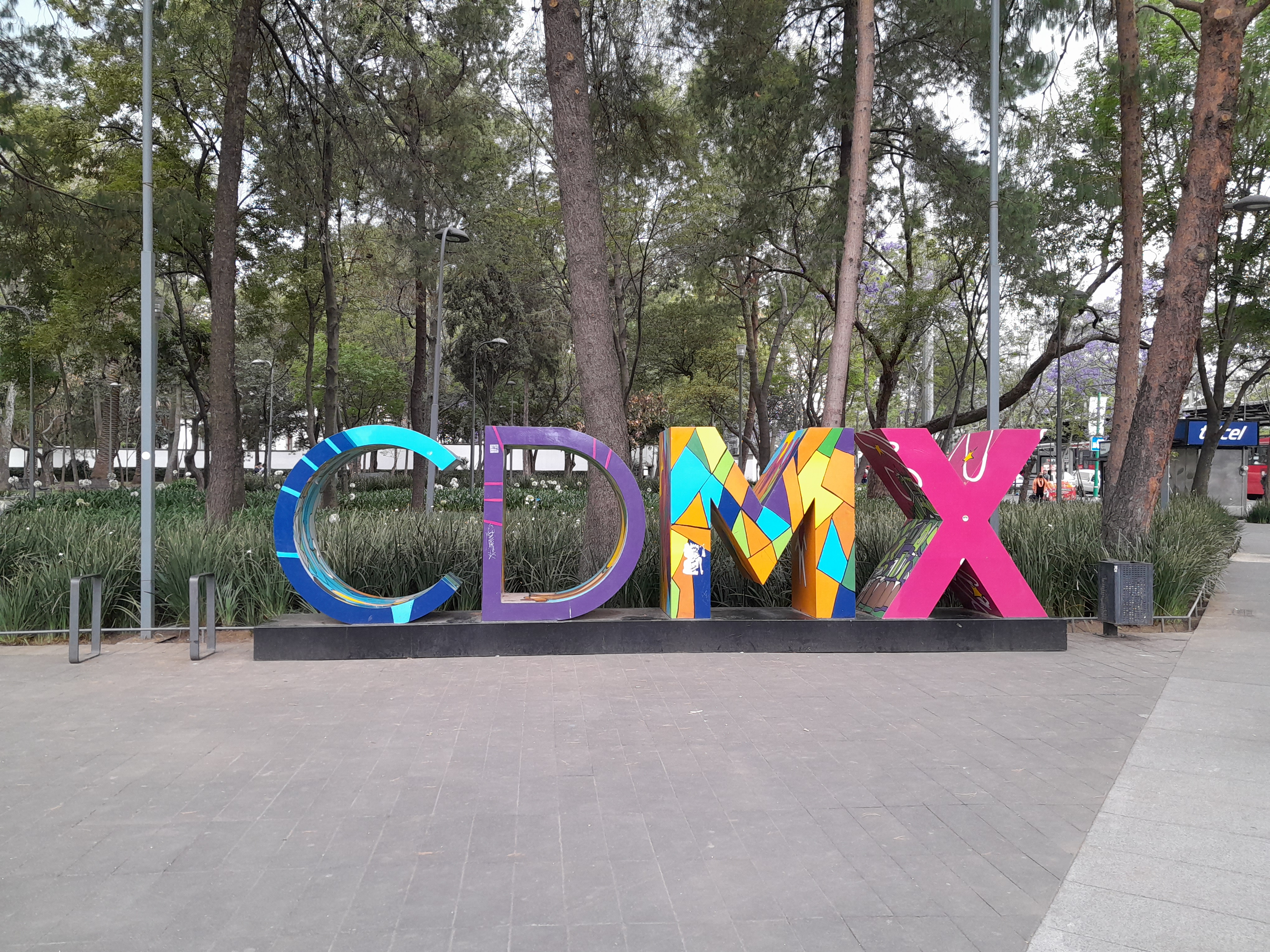
Letras de la Ciudad de México en Parque La Bombilla

La entrada principal al monumento cuenta con una pesada puerta de acero, escoltada por dos estatuas gigantes de figuras femeninas representando “El trabajo” y “La Fecundidad”.

El interior está hecho de planta ochavada con pisos y muros de mármol en color rosado y negro. En el centro del recinto se encuentra un pozo cuyo fondo es difícil de ver a simple vista, obligando al visitante a bajar la mirada para confirmar la profundidad del foso inadvertidamente haciendo en el proceso una reverencia a la escultura de Álvaro Obregón que se encuentra sobre un altar al otro lado de la sala. A los lados de dicho altar se encuentran dos inscripciones. Una de ellas, situada del lado izquierdo, dice:
Paladín de las instituciones, abatió el pretorianismo, su genio militar lo elevó hasta las cimas insuperables que en la América nuestra solo alcanzaron Morelos y Bolívar. 
Del lado derecho se encuentra escrito:
Estadista de la Revolución, restituyó la tierra a los campesinos, consagró la libertad de pensamiento, dignificó a los trabajadores y con la escuela iluminó el alma de las multitudes. 
En la parte superior del altar se encuentra un águila desplegando sus alas. El altar está custodiado por dos esculturas que hacen referencia a los soldados revolucionarios en actitud de respeto.
Al bajar un nivel por unas escaleras hechas de mármol, se encuentran dos musas en relieve, de aspecto triste. Esta sala se caracteriza por tener una iluminación reducida y adornos de bronce. En el centro del espacio se encuentra plasmada la leyenda Muero bendiciendo la Revolución. Santana del Conde, Gto., 3 de junio de 1915. Aquí 11 de julio de 1928 siendo la primera fecha alusión a la batalla en la que Obregón perdió el brazo, mientras que la segunda fecha es la del día de su asesinato. Ligado a la primera fecha, al fondo de la sala se encuentra un nicho donde se exhibe una réplica en bronce del brazo del general revolucionario.   
El recorrido por este monumento igualmente permite a los visitantes ascender gracias a unas escaleras ubicadas junto al altar principal. Tras subir por una escalera de caracol es posible acceder a donde se encuentra un mirador de forma octagonal, espacio que originalmente estaría adornado por murales, sin embargo, por falta de presupuesto esto ya no pudo ser realizado.
En 2014 el Gobierno de la Ciudad de México inicio un programa de rescate del parque y del monumento. Se restauró la fuente, se instalaron varias bancas y se le dio un mantenimiento general a la fachada y el interior del monumento. Todo esto con el objetivo de que los transeúntes y habitantes del barrio puedan disfrutar mejor el parque y los múltiples eventos que se realizan en él, como la ya tradicional Feria de las Flores de San Ángel.  

## Galería

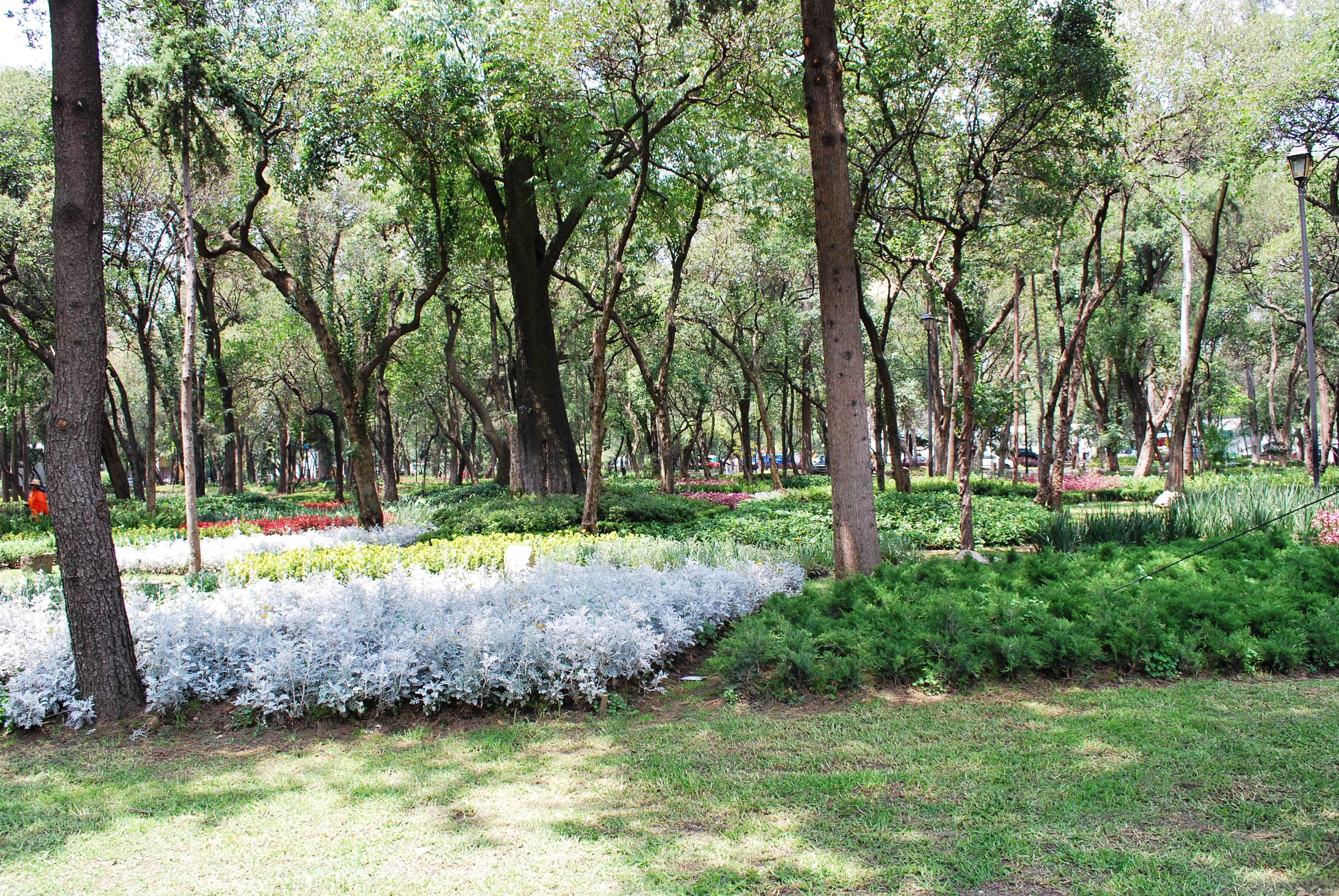
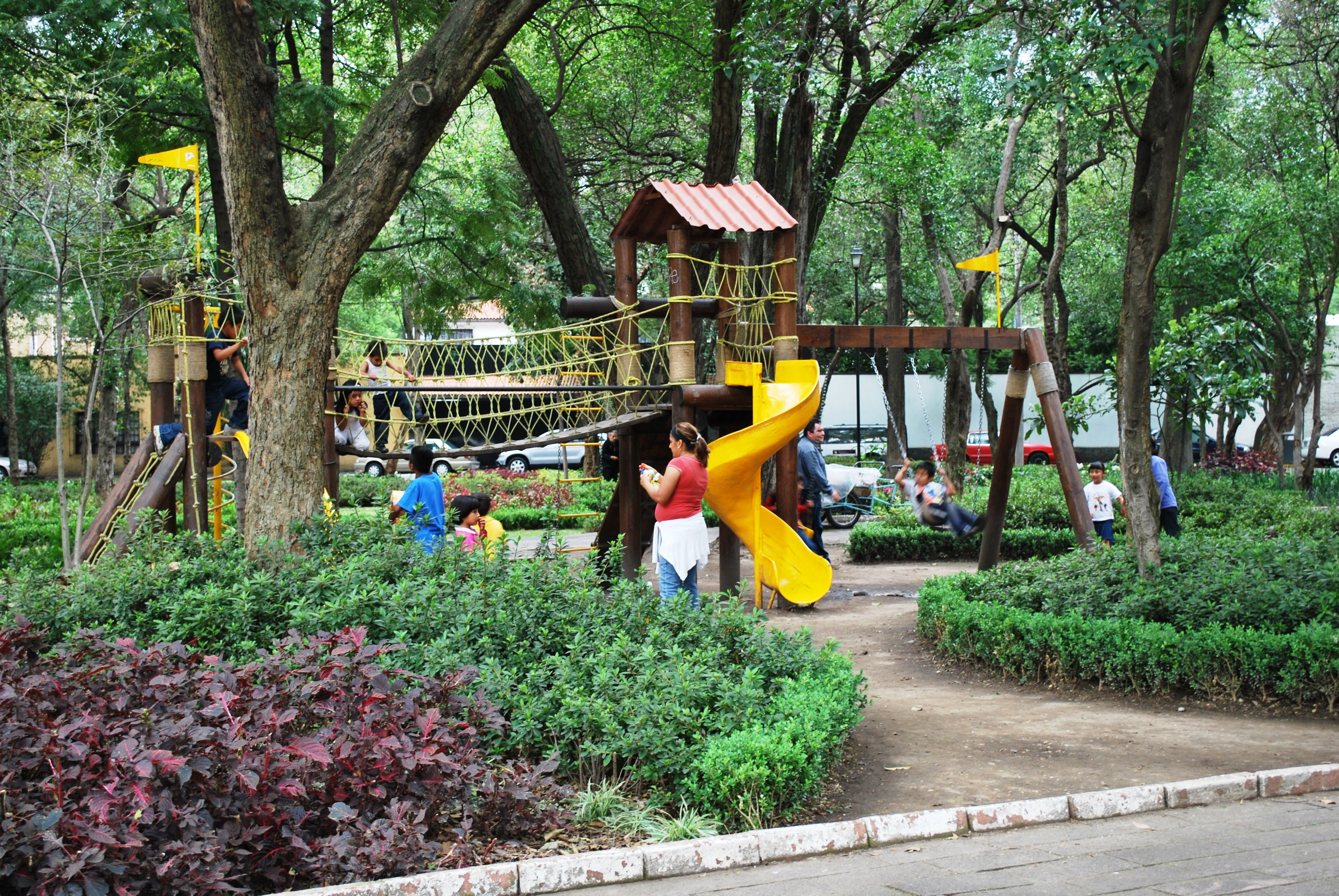
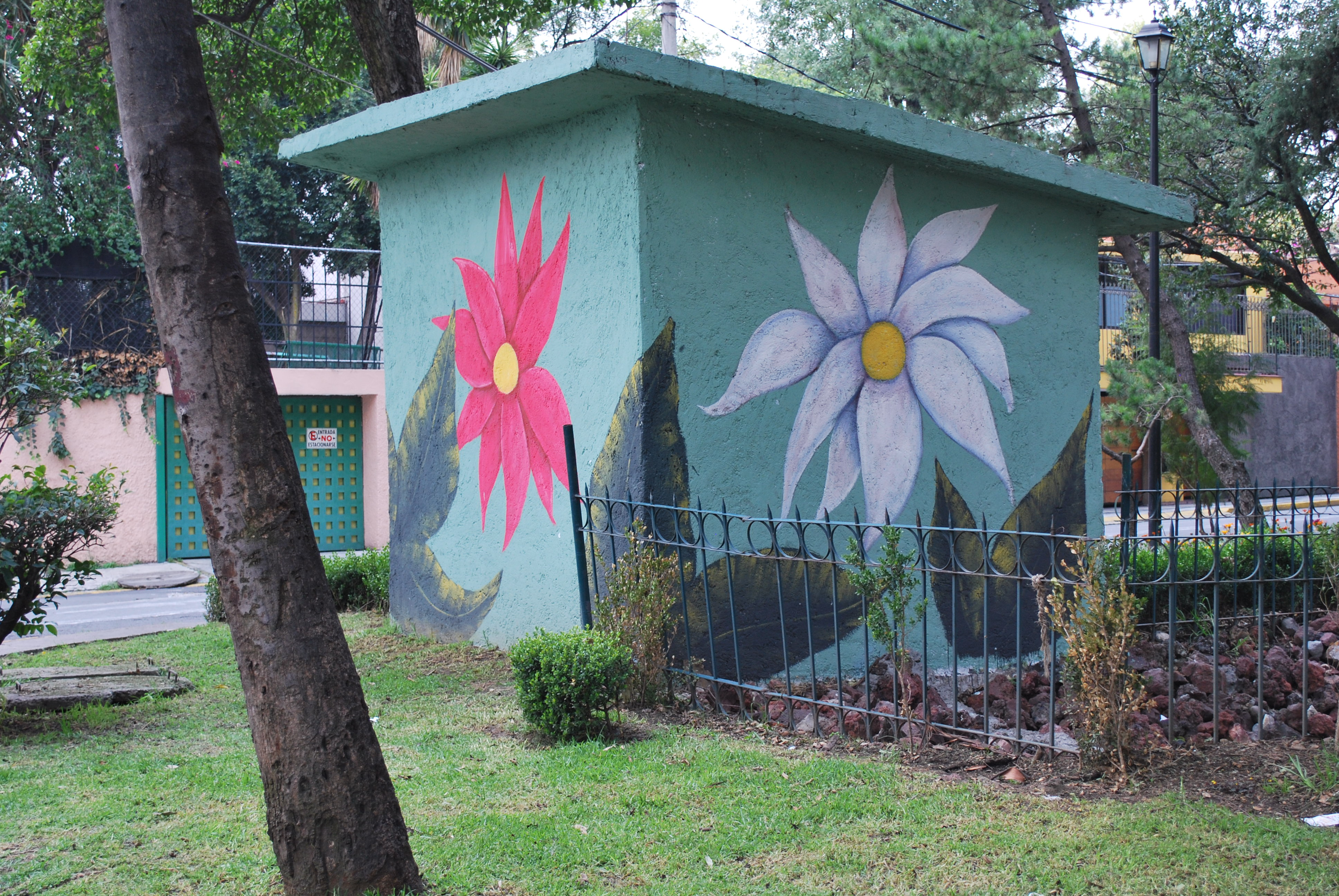
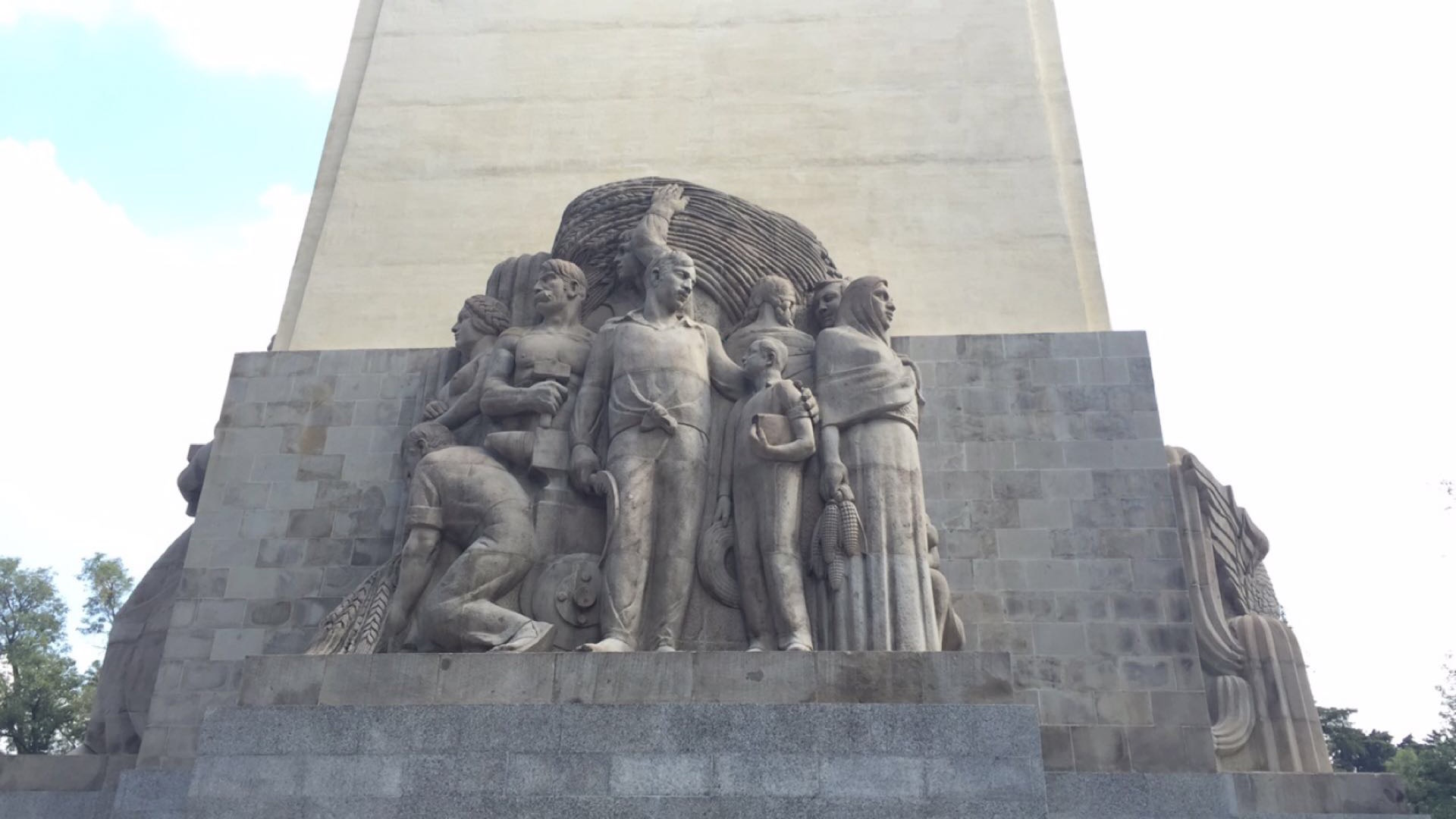
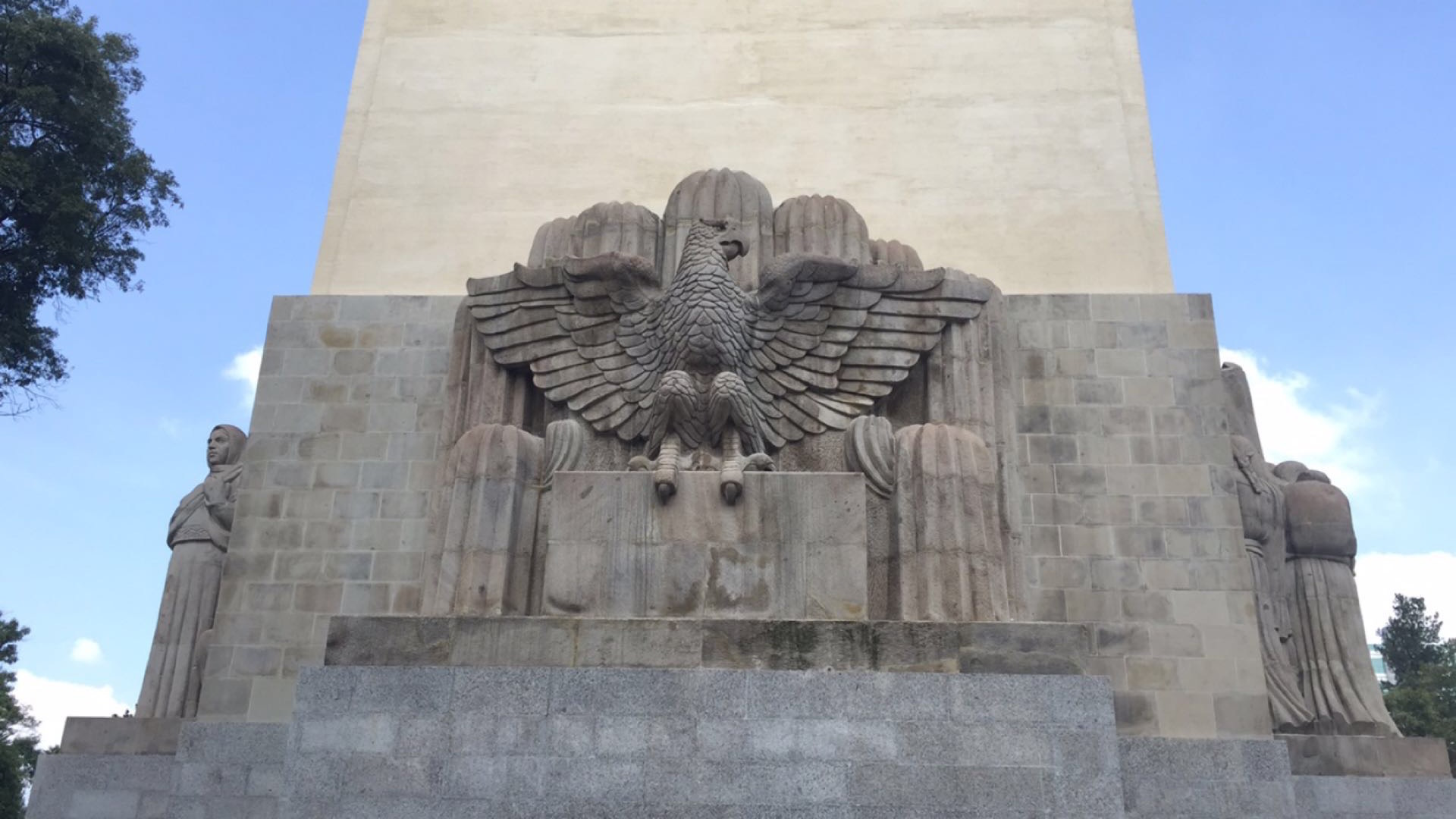
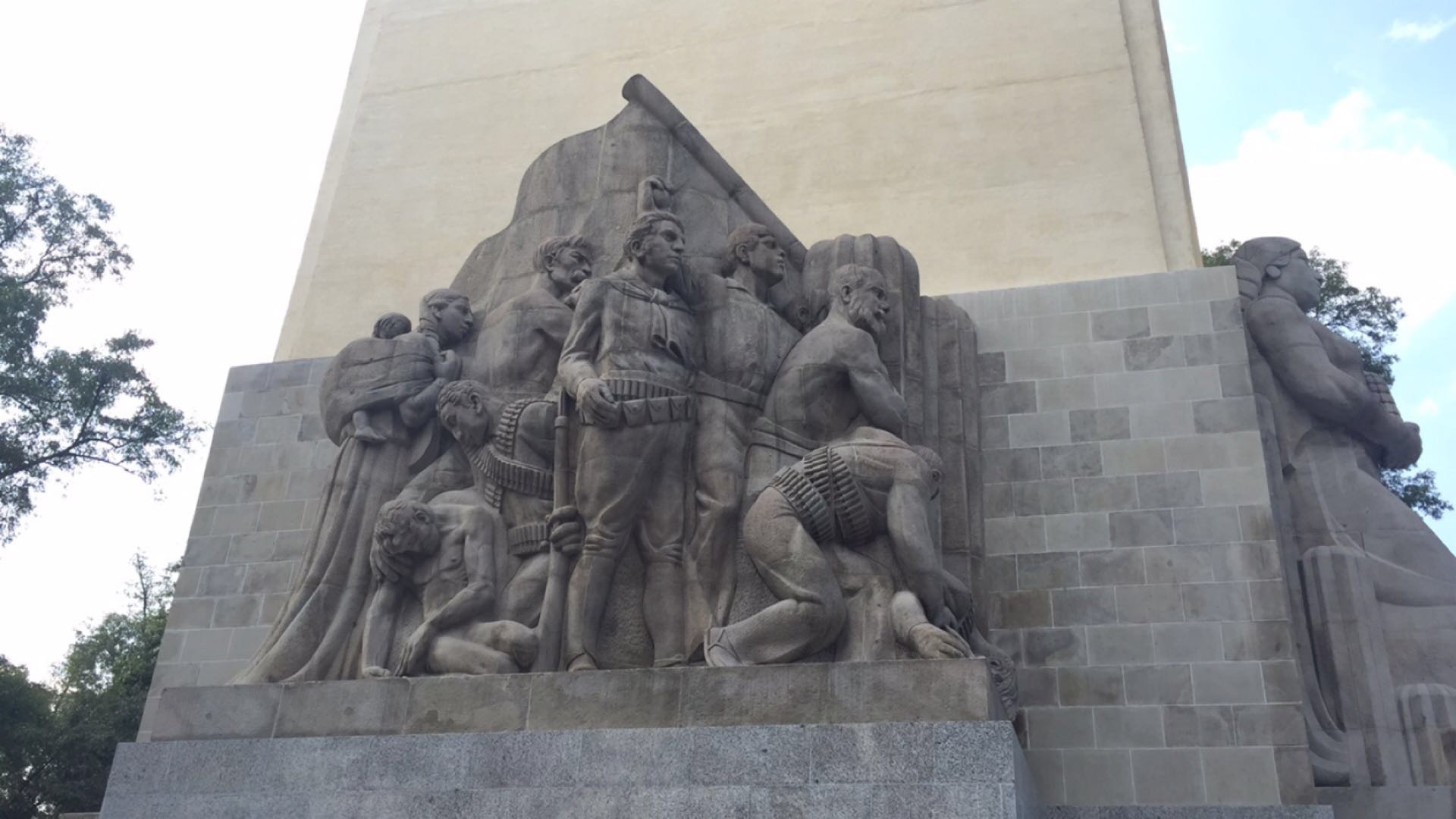
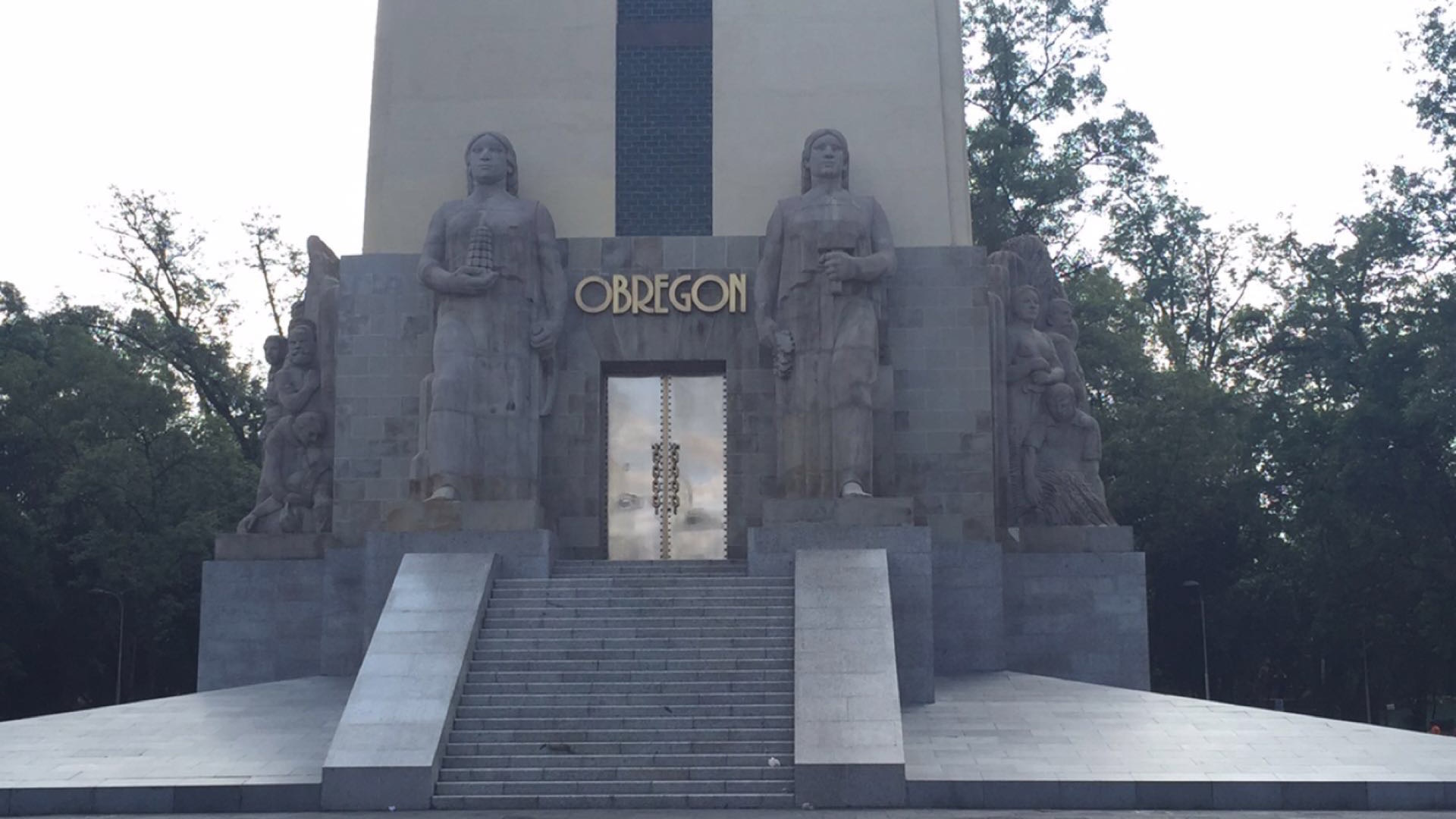
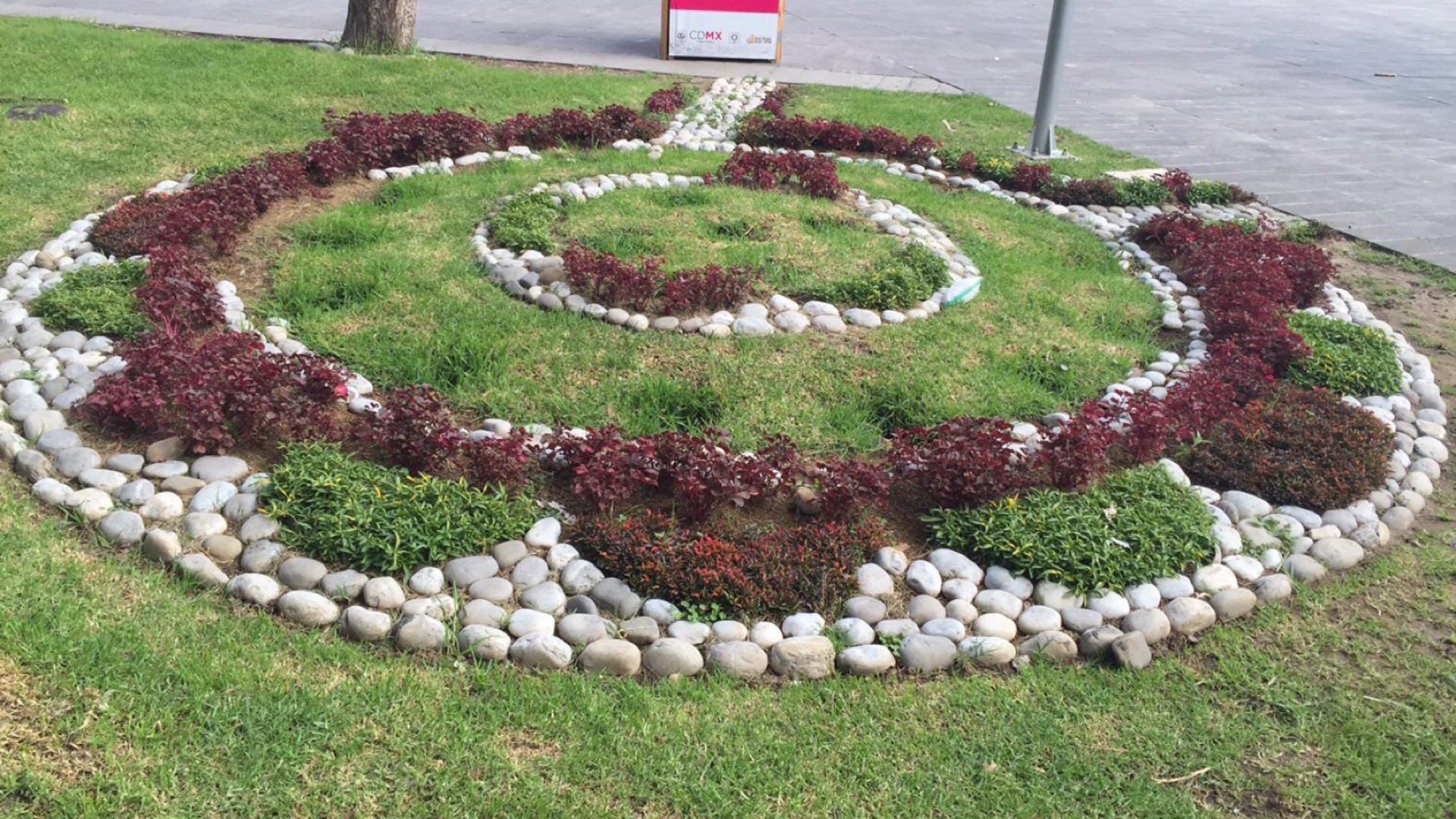
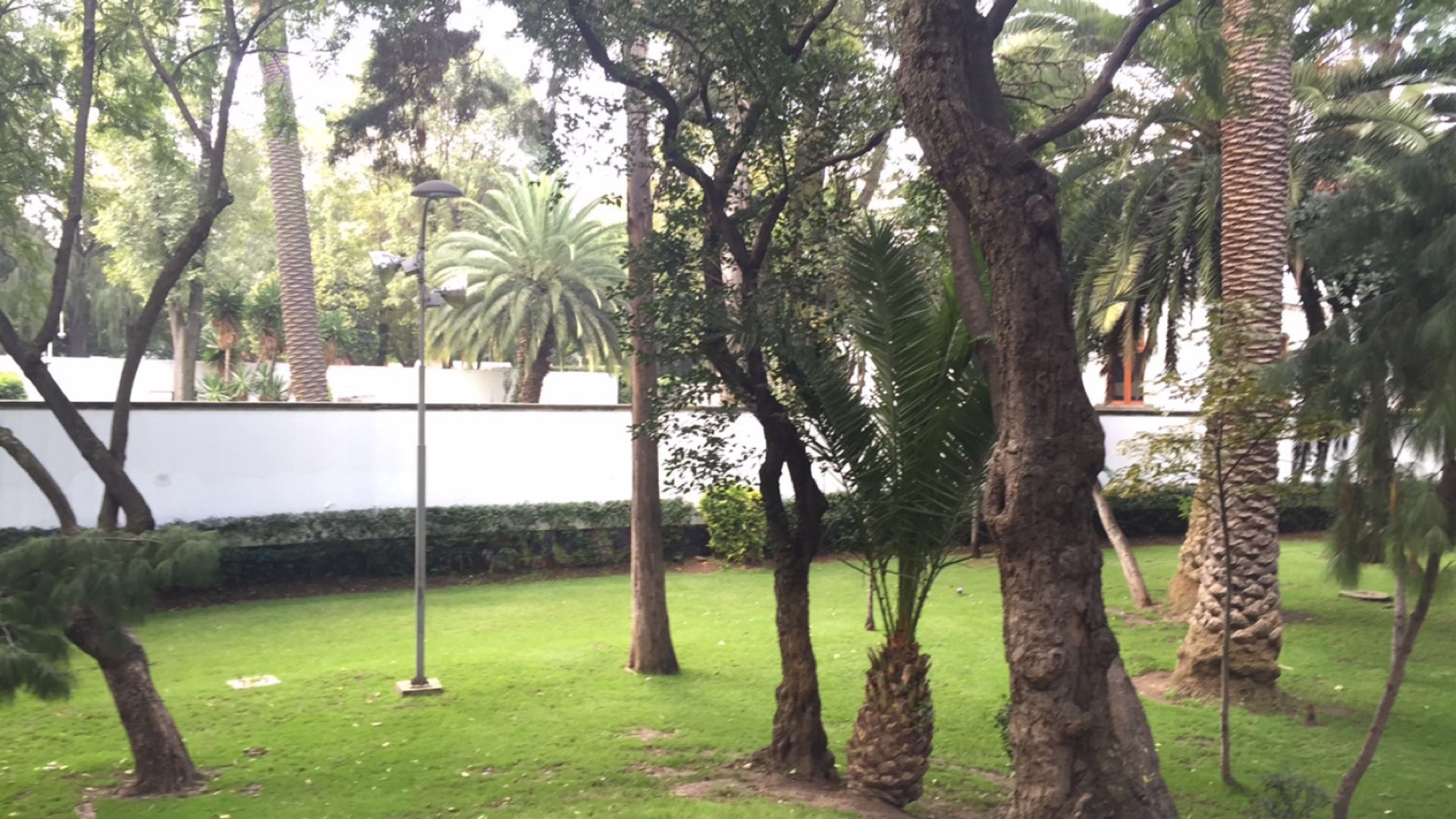
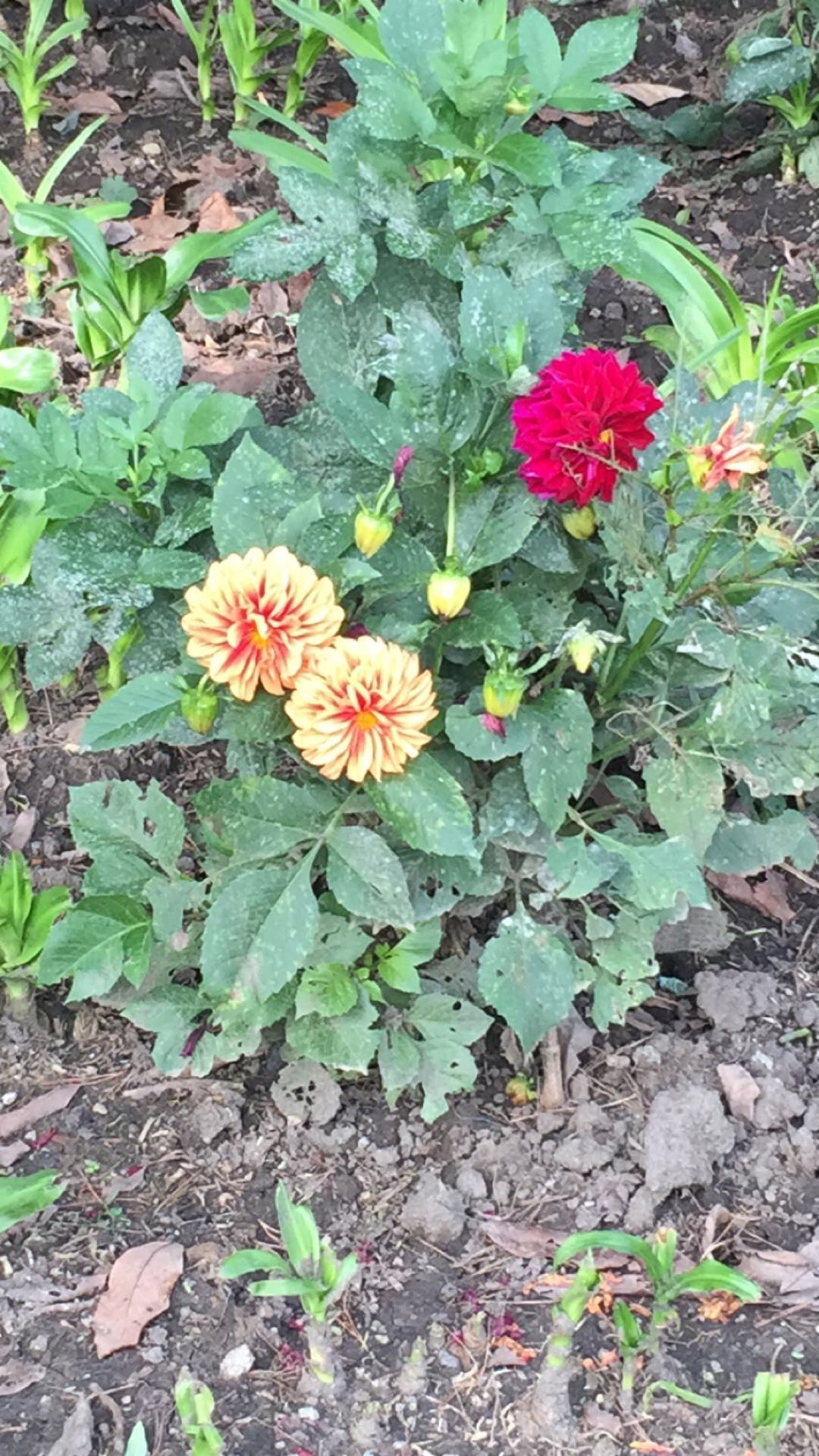
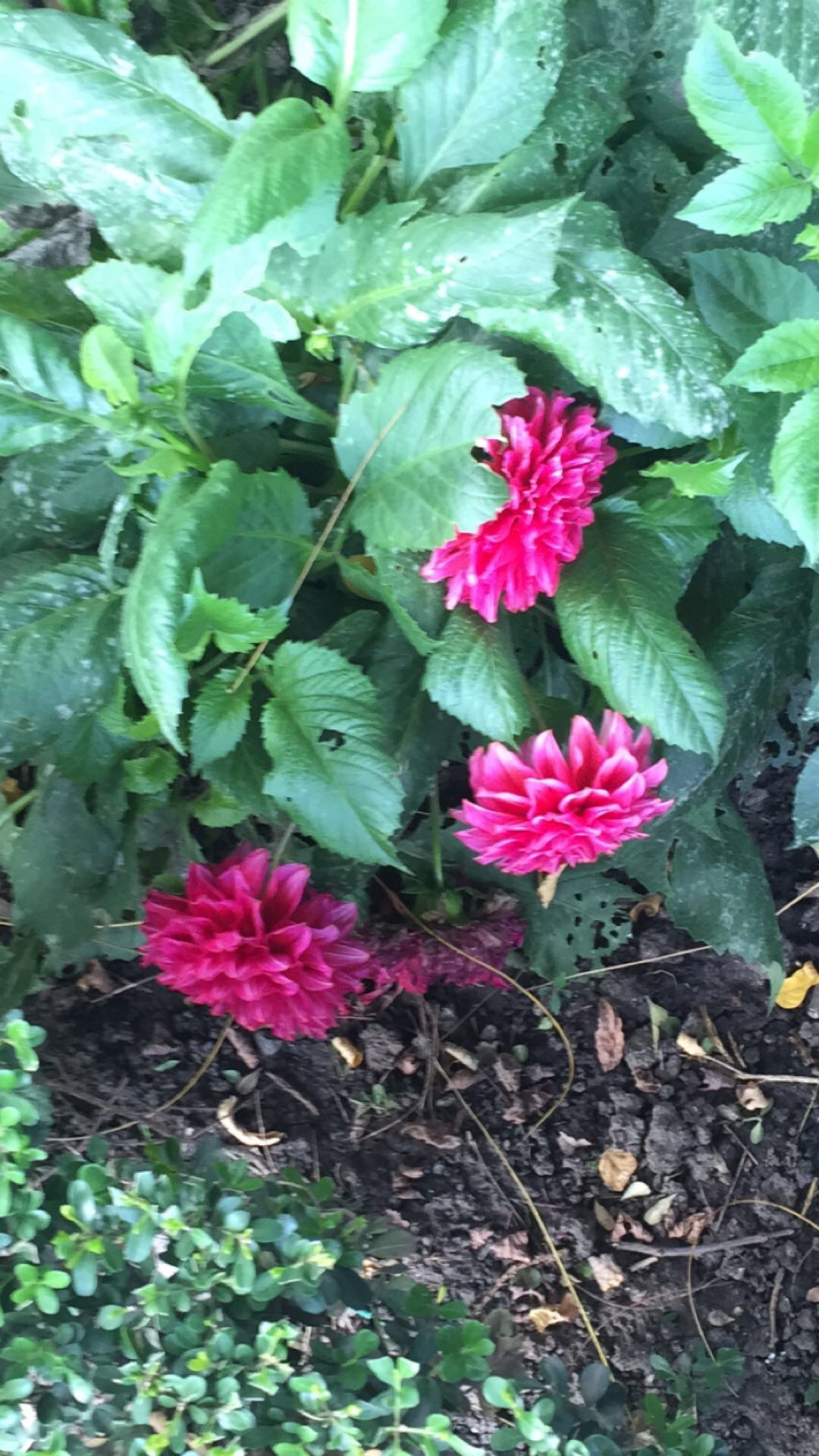